# 29. San-marinesisches Kabinett
Das 29. Kabinett setzte sich aus Partito dei Democratici (PdD), Partito Socialista Sammarinese (PSS) und Alleanza Popolare (AP) zusammen und regierte San Marino vom 25. Juni 2002 bis zum 16. Dezember 2002.
Es war bereits das dritte Kabinett seit der Parlamentswahl vom 10. Juni 2001. Die Vorgängerregierung aus Partito Democratico Cristiano Sammarinese (PDCS) und PSS erlitt nach wenigen Tagen im Amt eine Niederlage bei einer Abstimmung im Consiglio Grande e Generale. Daraufhin bildete die PSS gemeinsam mit PdD und AP die neue Regierung. Die PDCS war erstmals seit 1986 nicht mehr an der Regierung beteiligt. Bereits nach drei Monaten verlor die Regierung im September 2002 durch den Austritt von zwei PSS-Abgeordneten ihre parlamentarische Mehrheit und wurde im Dezember 2002 durch eine erneute Koalition aus PDCS und PSS abgelöst.

## Liste der Minister
Die san-marinesische Verfassung kennt keinen Regierungschef, im diplomatischen Protokoll nimmt der Außenminister die Rolle des Regierungschefs ein.
| Amt         | Minister                   | Partei | Amtszeit                          |
| ----------- | -------------------------- | ------ | --------------------------------- |
| Auswärtiges | Augusto Casali             | PSS    | 25. Juni 2002 – 16. Dezember 2002 |
| Inneres     | Emma Rossi                 | PdD    | 25. Juni 2002 – 16. Dezember 2002 |
| Finanzen    | Fiorenzo Stolfi            | PSS    | 25. Juni 2002 – 16. Dezember 2002 |
| Industrie   | Claudio Felici             | PdD    | 25. Juni 2002 – 16. Dezember 2002 |
| Bildung     | Emma Rossi (kommissarisch) | PdD    | 25. Juni 2002 – 2. Juli 2002      |
| Bildung     | Fausta Morganti            | PdD    | 2. Juli 2002 – 16. Dezember 2002  |
| Territorium | Fabio Berardi              | PSS    | 25. Juni 2002 – 16. Dezember 2002 |
| Tourismus   | Paride Andreoli            | PSS    | 25. Juni 2002 – 16. Dezember 2002 |
| Gesundheit  | Maurizio Rattini           | PSS    | 25. Juni 2002 – 16. Dezember 2002 |
| Arbeit      | Fernando Bindi             | AP     | 25. Juni 2002 – 16. Dezember 2002 |
| Justiz      | Tito Masi                  | AP     | 25. Juni 2002 – 16. Dezember 2002 |

### Bemerkungen
1. ↑  Segretario di Stato per gli Affari Esteri e Politici
2. ↑  Segretario di Stato per gli Affari Interni, Poste e Telecommunicazione e la Protezione Civile
3. ↑  Segretario di Stato per le Finanze, il Bilancio, la Programmazione Economica, i Rapporti con l’A.A.S.F.N. e i Trasporti
4. ↑   Segretario di Stato per l’Industria, l’Artigianato, la Cooperazione Economica e i Rapporti con l‘A.A.S.S. e l’A.A.S.P.
5. ↑  Segretario di Stato per la Pubblica Istruzione, l’Università, gli Instituti Culturali e gli Affari Sociali
6. ↑  Segretario di Stato per il Territorio, l’Ambiente e l’Agricoltura
7. ↑  Segretario di Stato per il Turismo, il Commercio e lo Sport
8. ↑   Segretario di Stato per la Sanità e la Sicurezza Sociale e la Previdenza
9. ↑  Segretario di Stato per il Lavoro e la Cooperazione
10. ↑  Segretario di Stato per la Giustizia, i Rapporti con le Giunte di Castello e l’Informazione

## Veränderungen
- Emma Rossi übernahm das Bildungsressort kommissarisch bis zum 2. Juli.
- Emma Rossi wurde während ihrer Krankheit ab dem 18. November von Claudio Felici vertreten.